# Красний Звор (струмок)
Красний Звор — струмок в Україні, у Міжгірському районі Закарпатської області. Правий доплив Слободи (басейн Дунаю).

## Опис
Довжина струмка приблизно 4 км. Формується з багатьох безіменних струмків.

## Розташування
Бере початок у північно-західній частині Національного природного парку «Синевир». Тече переважно на південний схід і впадає у річку Слободу, праву притоку Тереблі.